# Crystal Eyes
Crystal Eyes ist eine Power-Metal-Band aus Schweden, die 1992 von Mikael Dahl und Niclas Karlsson gegründet wurde.

## Geschichte
Crystal Eyes wurde 1992 gegründet, um das Erbe des Heavy Metal in den achtziger Jahren von Bands wie Judas Priest, Iron Maiden, Black Sabbath oder Accept weiterzuführen.
Die Band veröffentlichte Mitte der Neunziger vier offizielle Demo-Bänder. 1996 startete die offizielle Homepage. Im selben Jahr spielte die Band außerdem als Vorgruppe von Blind Guardian.
1999 wurde mit World of Black and Silver das Debütalbum über das deutsche Label CLM veröffentlicht, ebenso wie das Nachfolger-Album In Silence they March, das 2000 veröffentlicht wurde.
Das dritte Studioalbum Vengeance Descending wurde im bandeigenen Studio aufgenommen und unter dem neuen schwedischen Label Heavy Fidelity 2003 veröffentlicht. Auf dem Album sind außerdem der Chroming Rose Sänger Gerd Salewski und der Lost Horizon Sänger Daniel Heiman als Gastsänger vertreten. Die guten Kritiken brachten der Band einen Auftritt beim Sweden Rock Festival 2003 ein.
Daniel Heimann übernahm für das vierte Album Confessions of the Maker, das Anfang 2005 via Arise Records veröffentlicht wurde, den Part als neuer Sänger, und löste damit Mikael Dahl ab, der den Gesangspart bis dahin übernahm. Da Daniel Heimann allerdings kurze Zeit später die Band verließ, suchte man nach einem neuen beständigen Sänger. Der Däne Nico Adamsen wurde schließlich als neuer Sänger vorgestellt. Mit neuem Sänger wurde das mittlerweile fünfte Studioalbum Dead City Dreaming Ende 2006 veröffentlicht. Der Mix wurde hier erstmals von Fredrik Nordström im Studio Fredman durchgeführt.
2007 unterschrieb die Band beim deutschen Label Metal Heaven, unter dem das Album Chained am 21. November 2008 veröffentlicht wurde. Für den Mix war erneut Fredrik Nordström zuständig.

## Stil
Die Songs orientieren sich nicht ausschließlich an den Vorbildern der 1980er Jahre Metal-Generation. Gitarrist Mikael Dahl gibt so wohl Melodic-Metal-Bands wie Helloween und Gamma Ray, als auch melodiöse Hard-Rock-Bands wie die Scorpions, Europe, Def Leppard und Bon Jovi als Einfluss an.
Die Songs bestechen größtenteils durch ihre sauber gespielten Gitarrensolos sowie durch ihre sehr einprägsamen Texte und Melodien. So wird das neueste Album Chained vom deutschen Label Nuclear Blast in deren Winterkatalog "Blast!" als "extrem eingängiger Melodic Metal mit satten Gitarrenriffs" bezeichnet.

## Diskografie

### Studioalben
- 1999: World of Black and Silver
- 2000: In Silence they March
- 2003: Vengeance Descending
- 2005: Confessions of the Maker
- 2006: Dead City Dreaming
- 2008: Chained
- 2014: Killer
- 2019: Starbourne Traveler

### Demos
- 1994: Crystal Eyes
- 1996: The Shadowed Path
- 1997: The Final Sign
- 1998: The Dragon's Liar

### Live
- 1999: Live At McEwans, Borås (Video)